# Behlendorf
Behlendorf er en kommune i det nordlige Tyskland, beliggende i Amt Berkenthin under Kreis Herzogtum Lauenburg. Kreis Herzogtum Lauenburg ligger i delstaten Slesvig-Holsten.

## Geografi
Behlendorf ligger vest for Ratzeburg i Naturpark Lauenburgische Seen ved Behlendorfer See. Kommunen ligger ved Elbe-Lübeck-Kanal, der her har en sluse fra år 1900.